# NGC 371
NGC 371 (другое обозначение — ESO 51-SC14) — рассеянное скопление с эмиссионной туманностью в 200 000 световых лет (61 320 пк), расположенный в Малом Магеллановом Облаке созвездии Тукан.

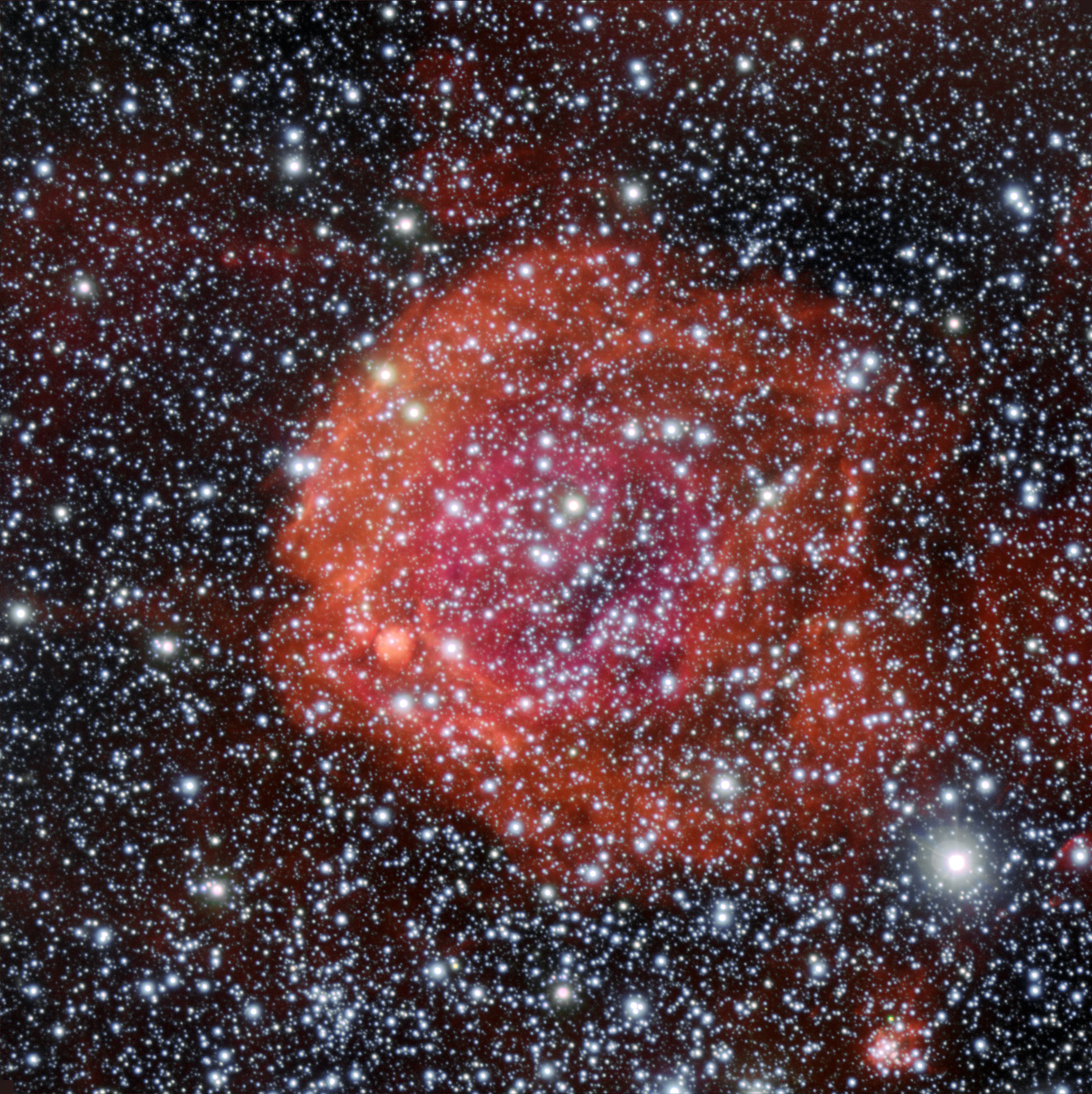
Это изображение NGC 361 было снято прибором FORS1 на VLT. (Европейская Южная Обсерватория (ESO))

Джон Дрейер описывал её «слабое, большое, округлое, довольно компактное скопление, состоящее из звёзд 14-16-й величины».
Звезды скопления образуются из светящегося газообразного водорода области HII. Это звёздное скопление содержит необычно много переменных звёзд спектрального класса А и медленно пульсирующие звезды спектрального класса B (LPS).
Объект был обнаружен 1866 года американским астрономом Джеймсом Данлопом.
Этот объект входит в число перечисленных в оригинальной редакции «Нового общего каталога».